# Манухин, Андрей Михайлович
Андрей Михайлович Манухин (род. 30 ноября 1990) — российский военнослужащий 22-й отдельной гвардейской бригады специального назначения, Герой России.

## Биография

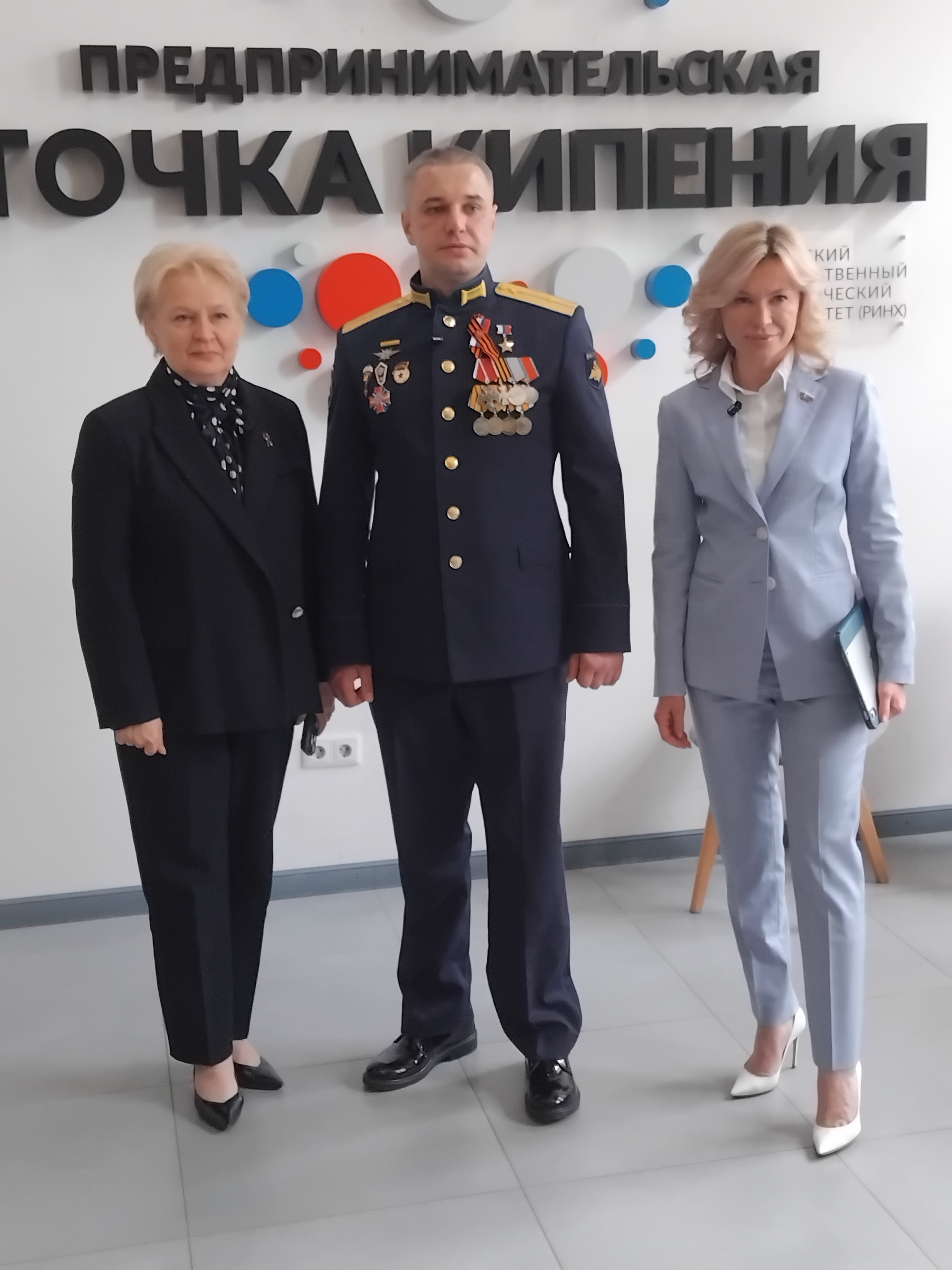
Елена Макаренко, Андрей Манухин, Екатерина Стенякина

Родился в Ростове-на-Дону 30 ноября 1990 года.
С детства мечтал служить в спецназе или ВДВ. Эта мечта сбылась в 2010 году, когда по призыву Андрей попал на срочную службу в парашютно-десантный полк в
Новороссийске. По окончании срочной службы решил посвятить свою жизнь армии и пошел на контрактную службу.
Служил в 22-й отдельной гвардейской ордена Жукова бригаде специального назначения (дислоцируется с 1992 года в посёлке Степной Аксайского района Ростовской области). Участник контртеррористических операций на территории Чечни, Ингушетии, Дагестана и Сирии; с самых первых дней принимал участие в российском нападении на Украину.
По данным российских СМИ, в 2023 году, во время одной из ночных разведок Андрей Манухин подорвался на противопехотной мине, в госпитале ему ампутировали ногу. Во время лечения в Ростове-на-Дону он тестировал и помогал совершенствовать протез-трость, сконструированный ростовскими специалистами центра разработок в сфере ортопедии. 
В декабре 2024 года Андрей Манухин участвовал во встрече с ростовскими школьниками в патриотическом центре «Победа».
Выдвинулся на отбор кандидатов от Единой России на выборах 2025 года в Думу Ростова на Дону.
Входит в состав Общественного совета проекта «Герои Дона».

## Награды
- Герой России.
- Награждён орденом Мужества и многими медалями, в числе которых «Медаль Суворова», «За отвагу» и Георгиевский крест 4 степени[2], а также награды Минобороны России.